# Ченцов, Иван Дмитриевич
Ива́н Дми́триевич Ченцов (1885—1937) — советский политический и государственный деятель.

## Биография
Родился в июне 1885 года на хуторе Недвиговка области Войска Донского, ныне Мясниковского района Ростовской области. Вскоре семья Ченцовых переехала в Ростов-на-Дону, где Иван начал работать слесарем. 
С осени 1902 года начал заниматься революционной деятельностью, получив первое задание вместе с Виталием Сабининым распространить листовки Донкома, призывающие к стачке. С этого момента Иван Ченцов стал участником революционных выступлений рабочих Ростова. Стал членом РСДРП(б) в 1904 году, проводил большевистскую агитацию в рабочей среде, был председателем Союза металлистов. Во время Декабрьского вооруженного восстания 1905 года в Ростове-на-Дону, Ченцов был руководителем боевой дружины Донского комитета РСДРП, состоявшей из рабочих, участвовал в захвате вокзала и разоружении жандармов.
За революционную деятельность в 1905—1906 годах Ченцов привлекался вместе с С. Ф. Васильченко, Н. В. Лысенко, Л. Г. Авксентьевым к судебной ответственности. 16 мая 1906 года он был арестован и находился в ростовской тюрьме. 20 декабря 1907 года был приговорен к четырём годам тюремного заключения, содержался в Новочеркасской тюрьме до 20 декабря 1911 года. Оказавшись на свободе, снова установил связи с большевиками и принимал участие в работе Ростово-Нахичеванской большевистской организации, продолжив работу в Союзе металлистов.
После Февральской революции 1917 года Ченцов  был избран в Совет рабочих и солдатских депутатов и стал членом его исполкома, работал в Ростово-Нахичеванском комитете РСДРП(б), летом этого же года участвовал в создании рабочих дружин. Им была создана первая дружина на Чугунолитейном заводе (позже Радиаторный завод, вошедший в 1975 году в объединение «Ростовсантехника»), он был назначен начальником созданного большевиками Центрального штаба Красной гвардии Ростова и являлся членом областного Военно-революционного комитета. Был участником Октябрьской революции, в 1917—1918 годах являлся членом Донского областного Военно-революционного комитета и был назначен комиссаром в управление воинского начальника. Во время Гражданской войны входил в коллегию, выделенную Донским комитетом РКП(б) для руководства подпольной работой в тылу белогвардейцев.
Иван Дмитриевич Ченцов являлся  делегатом на X-XIV, XVI и XVII съездов партии и членом Северо-Кавказского крайкома ВКП(б), Ростовского горкома и Нахичеванского райкома партии, депутатом краевого и городского Советов депутатов трудящихся; был делегатом VIII и IX Всероссийских съездов Советов, где был избран в состав ВЦИК. Долгое время находился на партийной и советской работе, причастен к строительству «Ростсельмаша» (был членом правления Сельмашстроя), возглавляя энергетическое управление на Северном Кавказе. 
В 1934 году общественность Ростова-на-Дону отметила тридцатилетие пребывания И. Д. Ченцова в партии, незадолго перед этим он был награжден орденом Красного Знамени за работу в Азчерэнерго. Три года спустя Ченцов был снят со всех партийных, советских и хозяйственных постов, исключен из партии, и в 1937 году расстрелян как враг народа. Место его захоронения неизвестно. В 1963 году родные Ченцова установили на Братском кладбище камень из черного мрамора. Эта символическая могила просуществовала 30 лет, и когда умерла его жена Раиса Эммануиловна, надгробный камень поместили над местом ее захоронения на Северном кладбище Ростова-на-Дону.
17 апреля 1956 года военный прокурор Северо-Кавказского военного округа генерал-майор юстиции В. Израилян дело по обвинению Ченцова прекратил «за отсутствием состава преступления» и полностью его реабилитировал.

## Память

Памятная доска в Ростове-на-Дону

- Его именем был назван радиаторный завод в Ростове-на-Дону (с 1975 года — производственное объединение «Ростовсантехника»).
- Около проходной завода имеется мемориальная доска и бюст в честь И. Д. Ченцова.
- Также памятная доска установлена на здании клуба села Недвиговки.
- Имя Ченцова присвоено одной из улиц Ростова-на-Дону (бывшая 1-я Степная).

Бюст И. Д. Ченцову